# Iwan Serrurier
Iwan Serrurier (* 21. September 1878 in Leiden; † 1953) war ein niederländisch-US-amerikanischer Erfinder und Unternehmer.

## Leben
Seine Eltern waren Lindor Serrurier, Kurator des  Reichsmuseums für Völkerkunde in Leiden, und Martina Lindo. Serrurier wuchs in den Niederlanden auf und wanderte später in seinem Leben in die Vereinigten Staaten aus. Serrurier entwickelte 1924 die Moviola-Filmschneidemaschine. 1903 heiratete er Catharina Damme in Utrecht. Sein Sohn Mark Serrurier führte das Unternehmen Moviola fort. Serrurier lebte mit seiner Familie in Pasadena, Kalifornien.

## Preise und Auszeichnungen (Auswahl)
- 1979: posthum Oscar/Technische Verdienste (gemeinsam mit seinem Sohn Mark Serrurier)